# Ime Udoka
Ime Sunday Udoka (pronunciación: EE-may you-DOE-kuh) (Portland, Oregón, 9 de agosto de 1977) es un exjugador y entrenador de baloncesto estadounidense que disputó 7 temporadas en la NBA. Actualmente es el entrenador de Houston Rockets. Es descendiente de nigerianos y ha representado internacionalmente a Nigeria.

## Trayectoria deportiva

### Universidad
Udoka asistió al Thomas Jefferson High School en Portland (Oregón). Luego pasó por la Utah State University Eastern (1995–1997), y un año en la Universidad de San Francisco (1997–1998), antes de ser trasferido a la Universidad Estatal de Portland donde se convirtió en titular de los Vikings (1999–2000).

#### Estadísticas
| Año     | Equipo         | PJ | PT | MPP  | %TC  | %3P  | %TL  | RPP | APP | ROB | TPP | PPP  |
| ------- | -------------- | -- | -- | ---- | ---- | ---- | ---- | --- | --- | --- | --- | ---- |
| 1997–98 | San Francisco  | 21 | -  | -    | .244 | .133 | .588 | 2.0 | .8  | .3  | .1  | 1.6  |
| 1999–00 | Portland State | 24 | -  | 29.3 | .399 | .312 | .733 | 7.3 | 3.0 | 1.5 | .5  | 14.5 |
| Total   | Total          | 45 | -  | -    | .377 | .283 | .717 | 4.8 | 2.0 | .9  | .3  | 8.5  |

### Profesional

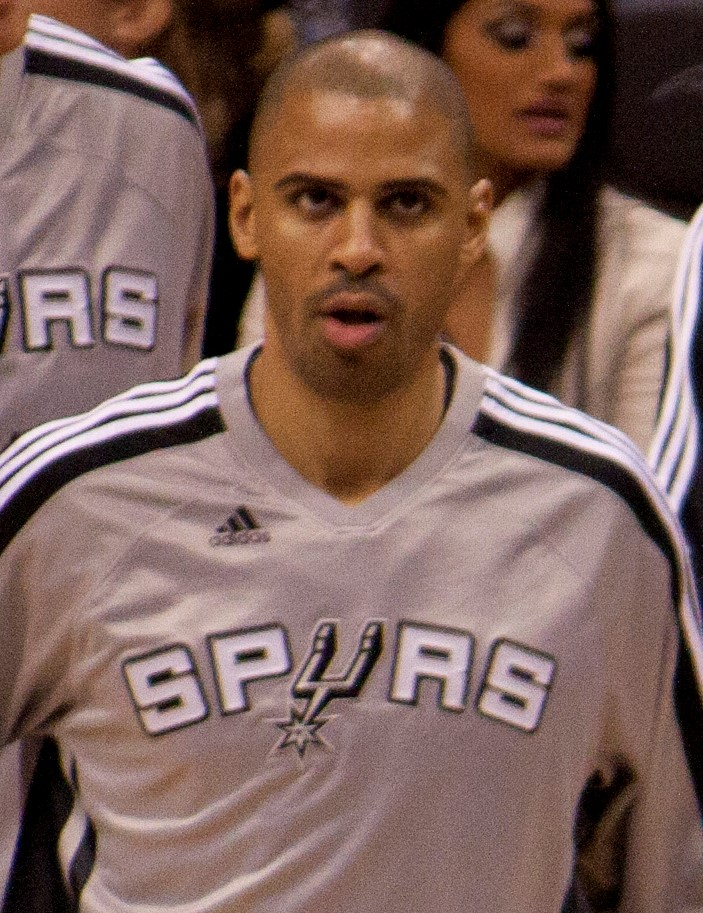
Udoka con los Spurs en 2010.

No fue elegido en el Draft de la NBA de 2000, por lo que comenzó su carrera profesional jugando en Charleston Lowgators de la NBDL, hasta que fue llamado para jugar con Los Angeles Lakers en enero de 2004, firmando un contrato de 10 días y jugando 4 partidos, terminando la temporada con los Lowgators. Tras probar en las ligas de verano inicia un corto paso por Europa, primeramente en la Liga ACB, pero el CB Gran Canaria lo corta en enero de 2005, fichando inmediatamente por el Jeanne d'Arc Vichy francés.
Comenzó la temporada 2005/06 con otro rápido pasó por Lituania con el Zalgiris Kaunas, con el que solo jugó la pretemporada, para recalar en Fort Worth Flyers de la NBDL. El 6 de abril de 2006 firmó con New York Knicks, pero en septiembre fue liberado. 
Para la 2006/07, fue invitado al campus de Portland Trail Blazers, donde el equipo se quedó impresionado con su defensa y profesionalidad, a pesar de la muerte de su padre durante la pretemporada. En esta temporada con los Blazers, promedió más de 8 puntos en 75 partidos. 
En agosto de 2007 firmó un contrato con los Spurs de San Antonio para la temporada 2007-08.
Al finalizar la temporada 2008-09, tras dos buenas temporadas en San Antonio, Udoka se convirtió en agente libre y firmó de nuevo con Portland Trail Blazers. Pero fue cortado el 22 de octubre de 2009, y fichando con los Sacramento Kings el 4 de noviembre.
El 24 de noviembre de 2010, Udoka vuelve a firmar con los Spurs, pero sería cortado después de 20 partidos, el 5 de enero de 2011.
En estos 8 años de NBA ofrece una media de 5.2 puntos y 3.9 rebotes en 18 minutos por partido, además de un importante protagonismo con la selección de Nigeria.
En enero de 2012 ficha por el UCAM CB Murcia, de la Liga Endesa.

### Selección nacional
Udoka, fue parte de la selección nacional de Nigeria en el Campeonato Mundial de Baloncesto de 2006, donde lideró al equipo en anotación, asistencias y robos. También disputó los AfroBasket de 2005 y 2011, ganando la medalla de bronce en ambos torneos.

### Entrenador
El 28 de agosto de 2012 se une a los San Antonio Spurs en condición de técnico asistente de Gregg Popovich.
Tras siete años en San Antonio, en el verano de 2019, se une al cuerpo técnico de Brett Brown de los Philadelphia 76ers.
El 30 de octubre de 2020 se anunció que sería asistente de Steve Nash en el banquillo de Brooklyn Nets.
El 23 de junio de 2021, se hizo público que sería el nuevo entrenador de Boston Celtics.
En septiembre de 2022, justo antes del inicio de la temporada 2022-23, la que sería su segunda al frente del equipo, los Celtics le suspenden por una temporada por incumplir el código de conducta de la franquicia, al mantener relaciones con una empleada de la organización. Su asistente, Joe Mazzulla, ocuparía su cargo durante ese tiempo. Pero, el 16 de febrero de 2023, los Celtics hacen a Mazzulla entrenador principal permanente, pero lo que su estancia en Boston se termina.
En abril de 2023 se hace oficial su incorporación como entrenador principal a los Houston Rockets. En abril de 2024 fue nombrado entrenador del mes de marzo de la conferencia Oeste.
En su segunda temporada en Houston, fue nombrado entrenador del mes de octubre-noviembre, y de enero de la conferencia Oeste.

## Estadísticas de su carrera en la NBA

### Temporada regular
| Año     | Equipo      | PJ  | PT | MPP  | %TC  | %3P  | %TL  | RPP | APP | ROB | TPP | PPP |
| ------- | ----------- | --- | -- | ---- | ---- | ---- | ---- | --- | --- | --- | --- | --- |
| 2003–04 | L.A. Lakers | 4   | 0  | 7.0  | .333 | .000 | .500 | 1.3 | .5  | .5  | .2  | 2.0 |
| 2005–06 | New York    | 8   | 0  | 14.3 | .375 | .333 | .500 | 2.1 | .8  | .1  | .0  | 2.8 |
| 2006–07 | Portland    | 75  | 75 | 28.6 | .461 | .406 | .742 | 3.7 | 1.5 | .9  | .2  | 8.4 |
| 2007–08 | San Antonio | 73  | 0  | 18.0 | .424 | .370 | .759 | 3.1 | .9  | .8  | .2  | 5.8 |
| 2008–09 | San Antonio | 67  | 3  | 15.4 | .383 | .328 | .609 | 2.8 | .8  | .5  | .2  | 4.3 |
| 2009–10 | Sacramento  | 69  | 2  | 15.4 | .378 | .286 | .737 | 2.8 | .8  | .5  | .1  | 3.6 |
| 2010–11 | San Antonio | 20  | 0  | 6.5  | .238 | .000 | .500 | .9  | .7  | .4  | .0  | .7  |
| Total   | Total       | 316 | 80 | 18.1 | .417 | .356 | .705 | 2.9 | 1.0 | .7  | .2  | 5.2 |

### Playoffs
| Año   | Equipo      | PJ | PT | MPP  | %TC  | %3P  | %TL  | RPP | APP | ROB | TPP | PPP |
| ----- | ----------- | -- | -- | ---- | ---- | ---- | ---- | --- | --- | --- | --- | --- |
| 2008  | San Antonio | 16 | 0  | 14.8 | .465 | .400 | .714 | 2.9 | 1.1 | .7  | .1  | 5.4 |
| 2009  | San Antonio | 5  | 0  | 20.8 | .350 | .125 | .400 | 4.6 | .8  | .8  | .2  | 3.4 |
| Total | Total       | 21 | 0  | 16.2 | .440 | .354 | .583 | 3.3 | 1.0 | .7  | .1  | 5.0 |

## Estadísticas como entrenador
| Equipo  | Año     | P   | V   | D    | V–D% | Finalizado       | PP | VP | DP   | PV–D% | Resultado               |
| ------- | ------- | --- | --- | ---- | ---- | ---------------- | -- | -- | ---- | ----- | ----------------------- |
| Boston  | 2021-22 | 82  | 51  | 31   | .622 | 1.º en Atlántico | 24 | 14 | 10   | .583  | Pierde en Finales NBA   |
| Houston | 2023-24 | 82  | 41  | 41   | .500 | 3.º en Sureste   | —  | —  | —    | —     | No playoffs             |
| Houston | 2024-25 | 82  | 52  | 30   | .634 | 1.º en Sureste   | 7  | 3  | 4    | .429  | Pierde en primera ronda |
| Total   | 246     | 144 | 102 | .585 |      | 31               | 17 | 14 | .548 |       |                         |